# Pedigree (romanzo)
Pedigree è un romanzo autobiografico dello scrittore belga Georges Simenon, pubblicato nel 1948.

## Storia editoriale
Il volume fu scritto tra il dicembre 1940 e il gennaio 1943, e pubblicato per la prima volta in Francia il 15 ottobre 1948 per le edizioni Presses de la Cité. Dopo aver perduto tre processi intentati da persone riconosciutesi descritte o rappresentate in certi personaggi, l'autore fece uscire nel 1952 una seconda edizione nella quale i passaggi incriminati furono soppressi o lasciati volutamente in bianco. Nel 1958, il romanzo fu ripubblicato con una nuova introduzione dell'autore.
L'idea di scrivere un romanzo autobiografico nasce quando Simenon soffre di alcuni problemi cardiaci: a causa dell'errata diagnosi di un medico di Fontenay-le-Comte, gli viene comunicato che gli rimangono solo due anni di vita poiché affetto da una grave cardiopatia. Sotto choc, vista la propria speranza di vita improvvisamente interrompersi, Simenon è spinto dall'urgenza: inizialmente immagina di comporre un'opera colossale, di quindici o venti volumi, narrando la storia della sua famiglia di Liegi dall'inizio del XX secolo alla sua nascita e prima infanzia. Solo quattro anni più tardi egli scopre di essere perfettamente sano. Nel frattempo, ha scritto una prima stesura non romanzata e in prima persona, indirizzata al figlio Marc - nato nel 1939 - e che apparirà col titolo Je me souviens... nel 1945, primo libro in quella che diventerà la nuova casa editrice delle sue opere (la Presses de la Cité, fondata da Sven Nielsen). Poi, su consiglio di André Gide, si è deciso a farne un romanzo in terza persona, scegliendo di nominare il protagonista a propria immagine Roger Mamelin.
Diviso in tre parti, è stato pubblicato anche a episodi:
- À l'ombre de Saint-Nicolas - uscita su "Le Face à Main" dal vol. XXII n° 40 al vol. XXIII n° 19 (5 ottobre 1946 - 10 maggio 1947 in 32 puntate)
- La Maison envahie - uscita su "Le Face à Main" dal vol. XXIV n° 40 al vol. XXV n° 14 (2 ottobre 1948 - 2 aprile 1949 in 27 puntate)
- Quand les lampes se sont éteintes - uscita su "Le Face à Main" nel vol. XXV dal n° 15 al n° 43 (9 aprile - 22 ottobre 1949 in 29 puntate).

L'uscita del romanzo segna la rottura definitiva con Gaston Gallimard, al quale diede come ultimo romanzo Le Bilan Malétras (escludendo la sola eccezione della raccolta di racconti Le Bateau d'Émile, uscita nel 1954).
Nonostante l'adesione alla forma romanzo il libro è pieno di ricordi e personaggi della propria vita, tanto che subirà qualche processo per diffamazione da parte di chi si è riconosciuto in qualche personaggio e ha tentato di fermarne la distribuzione o speculare economicamente. Anche per questo motivo il libro, pur considerato di pregevole fattura alla fine non era tra i preferiti dell'autore che in un'intervista a Carvel Collins dichiara che se dovesse scegliere un solo libro attraverso cui essere ricordato certamente non sceglierebbe Pedigree. In Quand j'étais vieux (1970) dirà anche che non ha mai più potuto rileggerlo e tuttavia d'essersi pentito di non aver continuato a scrivere ancora trasformando in finzione tutta la propria vita.

## Edizioni italiane
- Pedigree, traduzione di Giannetto Bongiovanni, Collezione Medusa n°344, Milano, Arnoldo Mondadori Editore, 1954.
- Pedigree, traduzione di Giannetto Buongiovanni (1954) revisionata da Anna Bassan Levi, Collana Biblioteca n.176, Milano, Adelphi, 1987,  p. 554, ISBN 978-88-459-0224-6. - Collana gli Adelphi n.119, Milano, Adelphi, 1997, ISBN 88-459-1328-7.
- Pedigree e altri romanzi, (Pedigree et autres romans, Bibliothèque de la Pléiade, Gallimard, Paris, 2009), A cura di Jacques Dubois e Benoît Denis, Collezione La Nave Argo n.19, Milano, Adelphi, 2021, ISBN 978-88-459-3646-3.